# Rysk sötväppling
Rysk sötväppling (Melilotus wolgicus) är en ärtväxtart som beskrevs av Jean Louis Marie Poiret. Enligt Catalogue of Life ingår Rysk sötväppling i släktet sötväpplingar och familjen ärtväxter, men enligt Dyntaxa är tillhörigheten istället släktet sötväpplingar och familjen ärtväxter. Arten är reproducerande i Sverige. Inga underarter finns listade i Catalogue of Life.